# Келси (тауншип, Миннесота)
Келси (англ. Kelsey) — тауншип в округе Сент-Луис, Миннесота, США. На 2000 год его население составило 141 человек.

## География
По данным Бюро переписи населения США площадь тауншипа составляет 92,3 км², из которых 91,3 км² занимает суша, а 1,0 км² — вода (1,07 %).

## Демография
По данным переписи населения 2000 года здесь находились 141 человек, 59 домохозяйств и 44 семьи. Плотность населения —  1,5 чел./км². На территории тауншипа расположено 84 постройки со средней плотностью 0,9 построек на один квадратный километр. Расовый состав населения: 97,87 % белых, 0,71 % коренных американцев и 1,42 % приходится на две или более других рас. Испанцы или латиноамериканцы любой расы составляли 0,71 % от популяции тауншипа.
Из 59 домохозяйств в 20,3 % воспитывались дети до 18 лет, в 64,4 % проживали супружеские пары, в 5,1 % проживали незамужние женщины и в 25,4 % домохозяйств проживали несемейные люди. 23,7 % домохозяйств состояли из одного человека, при том 6,8 % из — одиноких пожилых людей старше 65 лет. Средний размер домохозяйства — 2,39, а семьи — 2,80 человека.
19,1 % населения — младше 18 лет, 9,9 % — в возрасте от 18 до 24 лет, 22,7 % — от 25 до 44, 34,8 % — от 45 до 64, и 13,5 % — старше 65 лет. Средний возраст — 44 года. На каждые 100 женщин приходилось 107,4 мужчин. На каждые 100 женщин старше 18 приходилось 119,2 мужчин.
Средний годовой доход домохозяйства составлял 39 583 доллара, а средний годовой доход семьи —  42 188 долларов. Средний доход мужчин —  35 000  долларов, в то время как у женщин — 11 429. Доход на душу населения составил 15 419 долларов. За чертой бедности находились 22,4  семей и 30,9 % всего населения тауншипа, из которых 46,2 % младше 18 и 12,5 % старше 65 лет.